# Rudolf Herrnstadt
Rudolf Herrnstadt (Gliwice, 18 marzo 1903 – Halle, 28 agosto 1966) è stato un giornalista e politico tedesco, dopo aver abbandonato gli studi in legge nel 1922, aderì al Partito Comunista di Germania e lavorò per il servizio di intelligence militare sovietico Glavnoe razvedyvatel'noe upravlenie.
Come corrispondente del Berliner Tageblatt, lavorò a Praga, a Varsavia e a Mosca. Emigrò in Unione Sovietica nel 1939 dove fu attivo nella lotta contro il nazismo e caporedattore del giornale Neue Zeit dal 1944. Nel 1945 fu caporedattore del Berliner Zeitung, fu tra i fondatori della casa editrice Berliner Verlag e del giornale di sinistra Neues Deutschland. Dal 1950 al 1953 fu membro del Comitato centrale della SED e candidato al Politburo della SED.
All'inizio degli anni cinquanta si batté per la democratizzazione della SED contro Walter Ulbricht. Dopo la rivolta del 17 giugno 1953 perse il posto di lavoro insieme ad altri oppositori e anche il posto di caporedattore di Neues Deutschland. Nel 1954 fu espulso dalla SED.

## Biografia
Nacque in una famiglia ebrea di Gleiwitz. Sua madre Maria-Clara proveniva da una famiglia benestante di commercianti arricchitasi dopo il 1870. Suo padre Ludwig era avvocato e notaio a Gleiwitz e, nonostante la sua attività legale per diverse grandi aziende, fu membro del Partito Socialdemocratico di Germania (SPD) dal 1894 e consigliere comunale socialdemocratico a Gleiwitz. In una nota scritta per i servizi segreti militari sovietici intorno al 1930, Rudolf riportò che suo padre guadagnava circa 1200 ℛℳ al mese, contro il salario mensile di un operaio dell'Alta Slesia oscillante tra gli 80 e i 150 ℛℳ: appare chiaro quindi come il padre fosse un "ebreo dell'alta borghesia". Il fratello Ernst nacque nel 1906.

### Istruzione
Frequentò il ginnasio cattolico di Gleiwitz dal 1912 al 1921 e iniziò a studiare legge nel 1921, inizialmente all'Università Friedrich Wilhelm di Berlino e poi nel marzo 1922 all'Università Ruprecht Karl di Heidelberg. Nell'ottobre del 1922 decise di non continuare gli studi per lavorare in futuro come scrittore. Il padre ordinò allora che il figlio minorenne lavorasse nelle cartiere dell'Alta Slesia, Rudolf vi lavorò fino all'autunno del 1924 come impiegato addetto alle paghe, cassiere, magazziniere e come segretario della direzione.
Tornò a Berlino nel novembre del 1924 contro la volontà dei genitori. Si guadagnò da vivere grazie agli assegni di mantenimento dei genitori e come redattore per la casa editrice Drei-Masken, lavorando allo stesso tempo come scrittore indipendente. Nel maggio 1928 lavorò per il Berliner Tageblatt, un quotidiano di sinistra, e fu assunto inizialmente come assistente redattore non retribuito e, dall'autunno 1928, come tipografo: fu uno dei giornalisti promossi da Theodor Wolff. Nel novembre 1929, Herrnstadt fu licenziato dalla casa editrice Rudolf Mosse per aver scritto un articolo sensazionalistico sui 240000 operai della regione della Ruhr rimasti senza lavoro. Le aziende che utilizzavano il giornale per la pubblicità minacciarono di ritirare il loro budget pubblicitario, ma comunque Wolff riportò Herrnstadt a lavorare nella redazione. All'interno della casa editrice, Herrnstadt era noto come comunista e considerato un membro del KPD per le sue opinioni politiche.
In questo periodo conobbe l'aspirante redattrice tedesca Ilse Stöbe, di otto anni più giovane, con la quale strinse una buona amicizia. Alla fine la coppia si fidanzò. Herrnstadt credeva che l'ideologia politica del capitalismo, con i suoi problemi strutturali connaturati, negli anni venti sarebbe stata sostituita dal socialismo, o addirittura dal comunismo. Fin dall'inizio, Stöbe condivideva la stessa ideologia politica di Herrnstadt. Ci si aspettava che entrambi aderissero al KPD. In uno studio della storica tedesca Elke Scherstjanoi è stato evidenziato che alla coppia fu riferito da un funzionario del KPD in casa di Karl Liebknecht che erano più utili al partito comunista ma lavorando al di fuori del KPD.
Il 5 giugno 1930 Herrnstadt divenne corrispondente del Berliner Tageblatt a Praga. Durante la sua permanenza cercò ripetutamente di aderire al partito comunista. La sua ostinazione lo portò sotto la lente dei servizi segreti militari sovietici, che lo reclutarono come agente del GRU dell'Armata Rossa con il nome in codice "Arbin".

## Nella resistenza
Quando Herrnstadt tornò a Berlino nel 1931, presentò Stöbe al "dottor Bosch", che in realtà era Yakov Bronin, spia residente sovietica a Berlino, comunista e storico ebreo lettone. Bronin reclutò Stöbe come agente del GRU con il nome in codice "Arnim".

### A Varsavia
Nel 1931, Herrnstadt fu inviato a Varsavia come corrispondente estero del Berliner Tageblatt e trovò un appartamento a Nowogrodzka. In Germania, l'ascesa di Adolf Hitler al potere avrebbe reso Herrnstadt un bersaglio sia come attivista comunista impenitente che come ebreo.
Herrnstadt iniziò a coltivare un gruppo di anti-nazisti di sinistra e liberali nell'ottica di creare un gruppo di spie. Nel 1936, questi includevano alcuni elementi dell'ambasciata tedesca, come l'ambasciatore Hans-Adolf von Moltke, il consigliere di legazione Rudolf von Scheliha e il segretario di stampa Hans Graf Huyn, oltre a mantenere i collegamenti con lo scrittore polacco Jarosław Iwaszkiewicz, il poeta Julian Tuwim, l'attrice Ida Kamińska e il ministro degli Esteri polacco Józef Beck. Il gruppo di spionaggio di Herrnstadt a Varsavia era composto da lui e Stöbe, comprendeva Gerhard Kegel e sua moglie Charlotte Vogt, la coppia Marta (Margarita) e l'avvocato Kurt Welkisch, a volte anche l'editore Helmut Kindler e il suo amico d'infanzia, l'avvocato Lothar Bolz. Kindler nel suo libro "Zum Abschied ein Fest: die Autobiographie eines deutschen Verlegers" descrive come fu agganciato anche se per un breve periodo.
Dopo la firma del patto di non aggressione tedesco-polacco nel 1934, Herrnstadt "rivolse la sua attenzione interamente agli sforzi per creare un'alleanza di sicurezza tra la Polonia e la Germania di Hitler".

### Disoccupazione
Nel 1936, in base alla legge sull'editoria, il Ministero del Reich per l'istruzione pubblica e la propaganda obbligò la rimozione di molti corrispondenti stranieri perché ebrei: Herrnstadt fu uno dei pochi rimasti. Il 12 marzo 1936, quando il caporedattore liberale Paul Scheffler si dimise dal suo incarico, lasciò il Berliner Tageblatt. Sebbene Moltke fosse politicamente simpatico a Herrnstadt, non poteva difenderlo perché era ebreo e da quel momento cercò di limitare i contatti. Rudolf von Scheliha era di tutt'altra pasta e continuò a mantenere i contatti sia con Herrnstadt che con la Stöbe, sebbene si incontrassero segretamente: Herrnstadt e von Scheliha avevano la stessa visione politica verso il nazismo, mentre differivano sulla politica dell'Unione Sovietica perché von Scheliha non era un comunista. Per convincerlo del contrario, Herrnstadt decise di persuadere von Scheliha a passare i rapporti dell'ambasciata mascherando il luogo di consegna dell'intelligence e dimostrando che non erano diretti in Unione Sovietica. Nel 1937 si recò in Inghilterra e, tramite l'agente dell'Internazionale Comunista Ernest David Weiss e la sua agente Ilse Steinfeld, una giornalista del Berliner Tageblatt che lavorava per il quotidiano The Guardian, incontrò il consigliere di legazione tedesco Hermann von Stutterheim dell'ambasciata tedesca a Londra.
Quando tornò a Varsavia, informò von Scheliha di aver incontrato un contatto in Inghilterra, un "intermediario" dei servizi segreti interessato alla situazione politica della Polonia e lo informò inoltre che era autorizzato ad agire per conto di questo intermediario. Ciò convinse finalmente von Scheliha, a metà settembre 1936, a iniziare a fornire i rapporti all'ambasciata: dal novembre 1937 all'agosto 1939, Herrnstadt fornì all'Unione Sovietica 211 rapporti di intelligence. Il 16 agosto 1939, von Scheliha anticipò che l'invasione della Polonia sarebbe iniziata il 1º settembre 1939.

### All'estero
Con l'invasione della Polonia da parte della Wehrmacht nel 1939, Herrnstadt fuggì a Mosca, dove fece domanda per entrare nel Partito Comunista dell'Unione Sovietica. Nonostante le critiche di alcuni membri della comunità tedesca in esilio per le sue opinioni "anti-rivoluzionarie", Herrnstadt fu tra i membri ad aderire al Comitato nazionale per una Germania libera. Tornò in Germania in qualità di membro del Gruppo Ulbricht, gruppo che pose le basi per l'amministrazione militare sovietica in Germania nel Meclemburgo.
Secondo un resoconto dell'autore e storico politico tedesco Wolfgang Leonhard, il suo "passato alto-borghese" fu evidente, tra l'altro, perché mentre lavorava ancora in Unione Sovietica come redattore capo del giornale del "Comitato nazionale per una Germania libera", attirava l'attenzione rivolgendosi ai suoi subordinati usando il formale "tu".

### Lo scontro con Walter Ulbricht

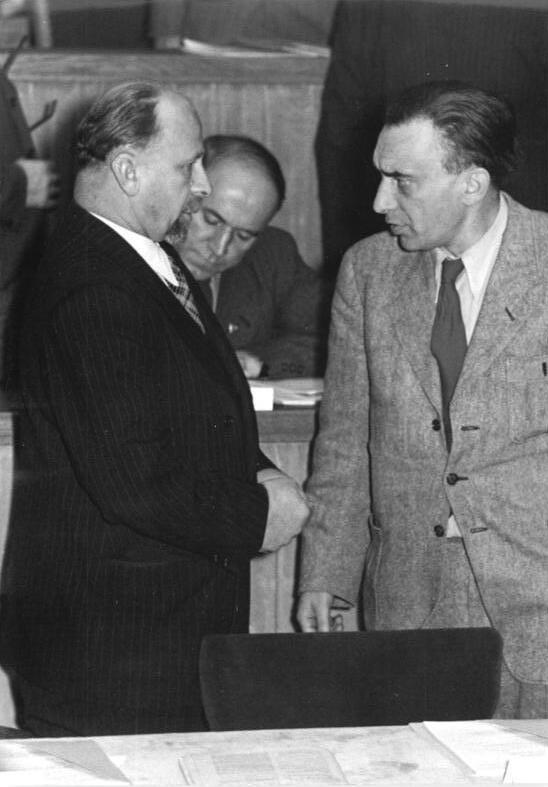
Walter Ulbricht (a sinistra) con Herrnstadt nel 1951.

Dopo la morte di Stalin nel 1953, Walter Ulbricht fu convocato a Mosca per un confronto con la nuova leadership sovietica, nella visita fu criticato per l'introduzione delle fattorie collettive e per aver scelto un percorso più lento nell'ottica della costruzione socialista. Herrnstadt fu tra i critici interni della linea di Ulbricht della SED, in quanto politico di primo piano con lo status di membro candidato nel Politburo della SED e capo redattore del Neues Deutschland; un alleato chiave in questo periodo fu Wilhelm Zaisser, che criticò Ulbricht dalla sua posizione di Ministro per la sicurezza dello Stato e ideologo di punta del partito. Il dissenso di Herrnstadt nei confronti della corrente di Ulbricht fu criticato anche dal consigliere sovietico Vladimir Semënov, che replicò a Herrnstadt con la frase "tra due settimane potreste non avere più uno Stato".
La Germania Est guidata da Ulbricht intraprese un percorso di riforme dal marzo 1953. Inizialmente l'insurrezione del 1953 indebolì la posizione di Ulbricht nella SED e in Unione Sovietica, Zaisser presentò una mozione al Politburo per sostituire Ulbricht con Herrnstadt come segretario della SED. Tuttavia la situazione si capovolse dopo che Nikita Chruščëv consolidò il potere a Mosca ed epurò Lavrentij Berija, l'oppositore principale di Ulbricht, e nello stesso anno Herrnstadt fu rimosso dalla sua posizione nella SED e, secondo l'autobiografia del compagno comunista Markus Wolf, anche dal Neues Deutschland, più o meno nello stesso periodo sempre su richiesta di Ulbricht.
Rudolf morì il 28 agosto 1966.